# Galinduste
Galinduste es un municipio y localidad española de la provincia de Salamanca, en la comunidad autónoma de Castilla y León. Se integra dentro de la comarca de la Tierra de Alba. Pertenece al partido judicial de Salamanca y a la mancomunidad Aguas de Sta. Teresa y Tierras del Tormes.
Su término municipal está formado por las localidades de Galinduste, Gutiérrez Velasco Álvarez, Gutiérrez Velasco Delgado, Andarromero y Martín Pérez, los dos últimos despoblados. Ocupa una superficie total de 31,63 km² y según los datos demográficos elaborados por el INE en 2017, cuenta con 440 habitantes.

## Símbolos

### Escudo
El escudo heráldico que representa al municipio fue aprobado con el siguiente blasón:

«División: Escudo cortado por una línea horizontal desde el flanco izquierdo hasta el flanco derecho, quedando el campo en dos cuarteles, uno superior o principal,otro inferior o secundario. Cuartel superior o principal: Esmaltado de sinople, teniendo por Armas una fortaleza de plata, semejando un castillo. Torre del Homenaje flanqueada por otras dos menores y entre ambas muro almenado. Cuartel inferior o secundario: Jaquelado de plata y azur, Armas de la Casa o Estado Ducal de Alba de Tormes. Al timbre, Corona Real cerrada»

### Bandera
La bandera municipal fue aprobada con la siguiente descripción textual:

«Cuadrada, tronchada, teñida de gules en su parte asida al astil, plata, la parte volandera, cargada con el blasón propio y significativo concejil»

## Etimología
Se trata de un nombre de repoblador medieval. Según Llorente Maldonado de Guevara, Galindo se convirtió en la Alta Edad Media en un antropónimo muy  utilizado,  especialmente por los vascones orientales y sus descendientes de  Navarra,  Aragón,  Sobrarbe  y  Ribagorza; es un antropónimo que más tarde es utilizado por riojanos y castellanos  orientales,  y quizá por los  vascos  propiamente  dichos; prácticamente es inexistente en los reinos cristianos occidentales (aparece con gran profusión en los cartularios  aragoneses, navarros,  riojanos y castellanos orientales).
Galinduste es el nombre y apellido en forma fusionada, probablemente de un poblador vascón más romanizado, cuyo apellido es romance. Se trata de la forma genitiva del lat. IUSTUS ‘justo’. El nombre del lugar consta como Galind Iuste en 1265. Compárese con el nombre del despoblado Aldeayuste en El Campo de Peñaranda, así como los topónimos que hacen referencia a un nombre de santo, del tipo del topónimo menor en Calzada de Valdunciel Santuste (<[ECCLESIA] SANCTI IUSTI).

## Historia

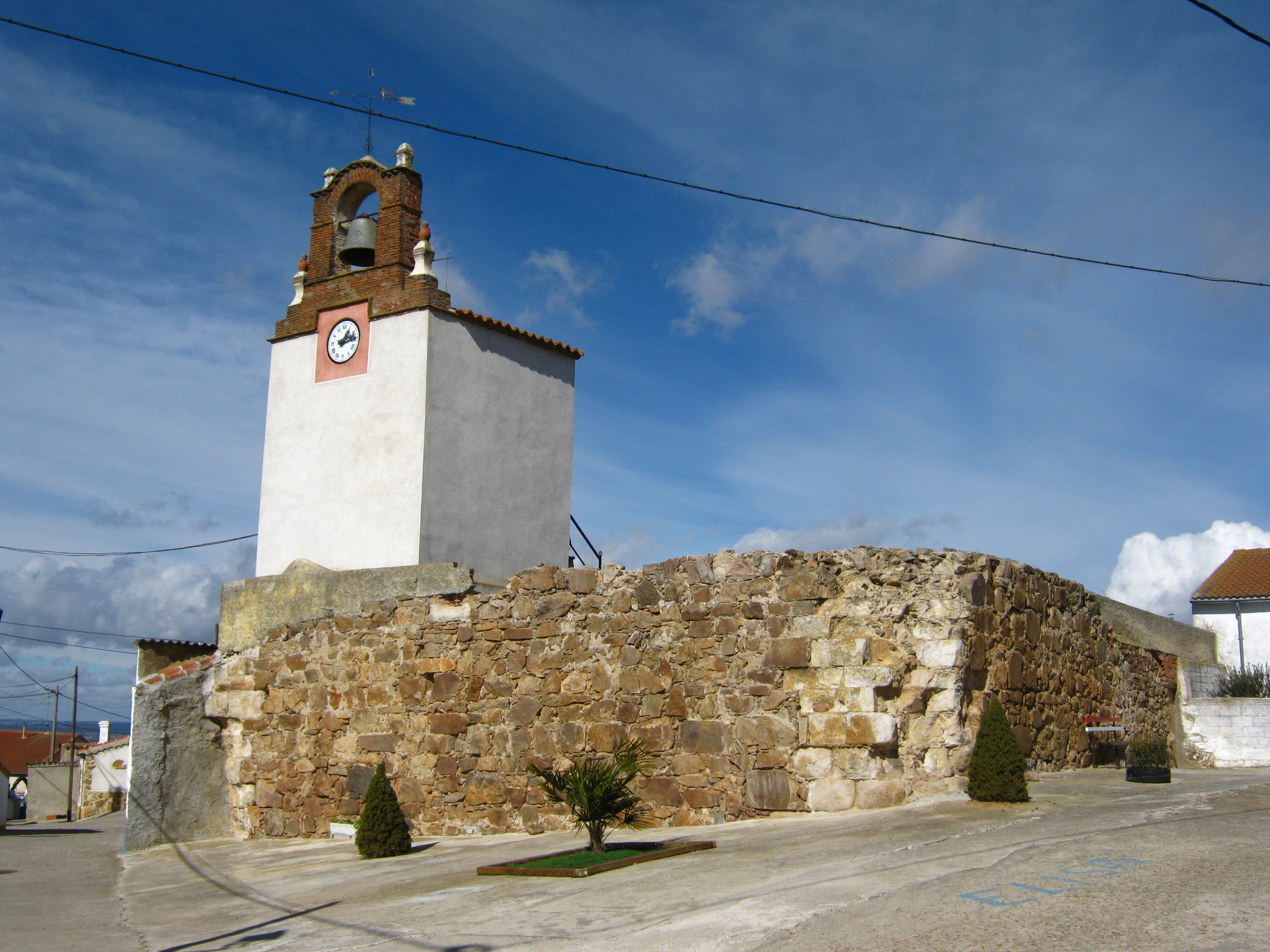
La Torre del Reloj, parte del antiguo castillo.

Su fundación se remonta a la repoblación efectuada por los reyes de León en la Edad Media, denominándose entonces Galind Iuste, quedando integrado en dicha época en el cuarto de Cantalberque de la jurisdicción de Alba de Tormes, dentro del Reino de León, teniendo ya en el siglo XV el nombre actual. En cuanto a las pedanías, Gutiérrez Velasco Álvarez y Martín Pérez ya existían en el siglo XIII, denominándose entonces "Gutierre Blasco" y "Martín Pérez". Con la creación de las actuales provincias en 1833, quedó encuadrado en la provincia de Salamanca, dentro de la Región Leonesa, formando parte del partido judicial de Alba de Tormes hasta su integración en el de Salamanca.

## Geografía humana

### Demografía
Cuenta con una población de 400 habitantes (INE 2024).
| Gráfica de evolución demográfica de Galinduste entre 1842 y 2021                                                      |
| |
| Población de derecho según los censos de población del INE. Población de hecho según los censos de población del INE. |

En época medieval, antes de la definitiva repoblación llevada a cabo en el XII, estas tierras junto con las de Santibáñez de Béjar, Cespedosa y Alba de Tormes formaron la línea defensiva del Reino de León y el castellano, quedando Galinduste dentro del reino leonés. 
En 1850 vivían 605 personas, en 1900 eran 1.358 habitantes, que llegaron a ser 1.574 en 1950, momento en el que comienza la regresión demográfica del municipio, como sucede en toda la zona, produciéndose un descenso en el número de vecinos y la población ha quedado reducida a una tercera parte.

### Núcleos de población
El municipio se divide en cinco núcleos de población, que contaban en 2015 con la siguiente población según el INE:
| Núcleo de población       | Población |
| ------------------------- | --------- |
| Galinduste                | 445       |
| Gutiérrez Velasco Álvarez | 4         |
| Martín Pérez              | 3         |
| Andarromero               | 0         |
| Gutiérrez Velasco Delgado | 0         |

### Transporte
El municipio está bien comunicado por carretera ya que nace en el mismo la DSA-135 que comunica en sentido este con Pelayos y a través de la presa del embalse de Santa Teresa con la nacional N-630, que une Gijón con Sevilla y con la autovía Ruta de la Plata de idéntico recorrido. También atraviesa el municipio la carretera DSA-130 que lo une con Armenteros en dirección sur y Galisancho y Alba de Tormes hacia el norte.
En cuanto al transporte público se refiere, tras el cierre de la ruta ferroviaria de la Vía de la Plata, que pasaba por el municipio de La Maya y contaba con estación en el mismo, no existen servicios de tren en el municipio ni en los vecinos, ni tampoco línea regular con servicio de autobús. Por otro lado el aeropuerto de Salamanca es el más cercano, estando a unos 38 km de distancia.

## Monumentos y lugares de interés
El municipio se levanta en una pequeña elevación, en el paso de un arroyo, dando lugar a un tipo de poblamiento agrupado, de tipo defensivo, que se organiza en torno a una torre, los restos de un antiguo castillo que se conoce actualmente como la torre del Reloj, el cual formó parte del entramado defensivo del Reino de León frente a Castilla. Junto a esta torre hay un acceso que conduce a dos estancias separadas por muros de casi dos metros de espesor que se comunicaban mediante un arco de medio punto. Una de ellas está junto al reloj. De allí se pasa a una segunda sala que debía dividirse a su vez en dos habitaciones, lo que se deduce del empedrado del suelo. De la pared arranca un muro desgastado que podría tratarse del muro frontero que dividía la planta en dos estancias rectangulares. No se sabe nada de las cubiertas (probablemente eran bóvedas de medio cañón). La cimentación de los grandes bloques hace pensar que fue gente experta quienes construyeron la fortaleza. Se sabe que en el siglo XVIII, gracias al Catastro de Ensenada, estas estancias eran utilizadas como alhóndiga, panera y lugar para las reuniones del concejo.
En 1920 fue muy reformada, siendo declarados los restos Bien de Interés Cultural en 1949.
La iglesia parroquial de Nuestra Señora de la Zarza conserva en su interior una techumbre mudéjar de finales del siglo XVI que cubre la nave central de par y nudillo con sencilla decoración incida. Nada perdura hoy de la armadura que cubría el presbiterio.
Además en el exterior cuenta con una placa en la que ve un escudo decorado con flores bajo las que se sitúan siete espadas clavadas en un corazón sobre la lectura ‘orapronobis.vir’ y ‘godolorosisima.1779'.

## Cultura

### Fiestas
- Santa Águeda
- Lunes de Aguas
- Santiago el Mayor y Santa Ana (25 y 26 de julio).
- San Miguel Arcángel (29 de septiembre).

## Administración y política
| Partido político                         | 2019  | 2019  | 2019       | 2015  | 2015  | 2015       | 2011  | 2011  | 2011       | 2007  | 2007  | 2007       | 2003  | 2003  | 2003       |
| Partido político                         | %     | Votos | Concejales | %     | Votos | Concejales | %     | Votos | Concejales | %     | Votos | Concejales | %     | Votos | Concejales |
| Partido Socialista Obrero Español (PSOE) | 70,25 | 229   | 5          | 71,31 | 256   | 5          | 68,55 | 255   | 5          | 71,36 | 284   | 5          | 67,61 | 288   | 5          |
| Partido Popular (PP)                     | 26,69 | 87    | 2          | 25,91 | 93    | 2          | 30,38 | 113   | 2          | 28,64 | 114   | 2          | 31,69 | 135   | 2          |